# マイク・ミルズ (映画監督)
マイク・ミルズ（Mike Mills, 1966年3月20日 - ）は、アメリカ合衆国の映画監督、脚本家、グラフィックデザイナー。

## 経歴
1966年3月20日、カリフォルニア州バークレーに生まれる。同州サンタ・バーバラで育った。1989年、クーパー・ユニオンを卒業する。
アディダス、ナイキ、ギャップなどのCMを監督し、エール、ブロンド・レッドヘッド、パルプなどのミュージック・ビデオを監督した。また、ソニック・ユースやビースティ・ボーイズのレコード・カヴァーのデザインを手がけている。
2005年、『サムサッカー』で長編映画監督デビューを果たす。2009年、ミランダ・ジュライと結婚した。2010年、ユアン・マクレガー主演の『人生はビギナーズ』を監督し、主人公の父親役を演じたクリストファー・プラマーにアカデミー助演男優賞をもたらした。2016年の『20センチュリー・ウーマン』では、アカデミー脚本賞にノミネートされた。

## 作品リスト

### 長編映画
- サムサッカー Thumbsucker （2005年） - 監督・脚本
- マイク・ミルズのうつの話 Does Your Soul Have a Cold? （2007年） - 監督・製作
- ビューティフル・ルーザーズ Beautiful Losers （2008年） - 出演
- 人生はビギナーズ Beginners （2010年） - 監督・脚本
- 20センチュリー・ウーマン 20th Century Women （2016年） - 監督・脚本
- カモン カモン C'mon C'mon （2021年） - 監督・脚本

### ミュージック・ビデオ
- Men in Black - フランク・ブラック（1995年）

- 2 Kindsa Love - ジョン・スペンサー・ブルース・エクスプロージョン（1996年）

- Le soleil est près de moi - エール（1997年）

- Hey Hey You Say - パパス・フリータス（1997年）

- Spokes - Pond（英語版）（1997年）
- Afrodiziak - ブラン・ヴァン3000（1998年）
- All I Need - エール（1998年）
- Kelly Watch the Stars - エール（1998年）
- Sexy Boy - エール（1998年）
- Party Hard - パルプ （1998年）
- Legacy - マンサン（1998年）
- Temperamental - エヴリシング・バット・ザ・ガール（1999年）
- Sometimes - Les Rythmes Digitales（1999年）
- Run On - モービー（1999年）
- 1, 2, 3, 4 - Titán（英語版）（1999年）
- Bad Ambassador - ディヴァイン・コメディ（2001年）
- It's Automatic - ズート・ウーマン（英語版）（2001年）
- Concrete Sky - ベス・オートン（2002年）
- Stardust - マーティン・ゴア（2003年）
- Walking on Thin Ice - オノ・ヨーコ（2003年）
- The Dress - ブロンド・レッドヘッド（2007年）
- My Impure Hair - ブロンド・レッドヘッド（2007）
- Silently - ブロンド・レッドヘッド（2007年）
- Top Ranking - ブロンド・レッドヘッド（2007年）
- Light Years - ザ・ナショナル（2019年）
- Hairpin Turns - ザ・ナショナル（2019年）
- Hey Rosey - ザ・ナショナル（2019年）

- サイコ・キラー（英語版） - トーキング・ヘッズ（2025年）[11]